# Баудон (Джорджія)
Баудон (англ. Bowdon) — місто (англ. city) в США, в окрузі Керролл штату Джорджія. Населення — 2161 особа (2020).

## Географія
Баудон розташований за координатами 33°32′16″ пн. ш. 85°15′14″ зх. д. / 33.53778° пн. ш. 85.25389° зх. д. (33.537837, -85.253976).  За даними Бюро перепису населення США в 2010 році місто мало площу 8,80 км², уся площа — суходіл.

## Демографія
Згідно з переписом 2010 року, у місті мешкало 2040 осіб у 800 домогосподарствах у складі 543 родин. Густота населення становила 232 особи/км².  Було 932 помешкання (106/км²).
Расовий склад населення:
| - 72,1 % — білих - 23,3 % — чорних або афроамериканців - 0,4 % — азіатів - 0,3 % — корінних американців - 1,5 % — осіб інших рас |

До двох чи більше рас належало 2,4 %. Частка іспаномовних становила 3,2 % від усіх жителів.
За віковим діапазоном населення розподілялося таким чином: 25,6 % — особи молодші 18 років, 57,9 % — особи у віці 18—64 років, 16,5 % — особи у віці 65 років та старші. Медіана віку мешканця становила 38,1 року. На 100 осіб жіночої статі у місті припадало 83,3 чоловіків;  на 100 жінок у віці від 18 років та старших — 79,2 чоловіків також старших 18 років.
Середній дохід на одне домашнє господарство  становив 35 967 доларів США (медіана — 22 102), а середній дохід на одну сім'ю — 43 146 доларів (медіана — 33 750). За межею бідності перебувало 41,1 % осіб, у тому числі 62,2 % дітей у віці до 18 років та 25,0 % осіб у віці 65 років та старших.
Цивільне працевлаштоване населення становило 818 осіб. Основні галузі зайнятості: виробництво — 27,5 %, освіта, охорона здоров'я та соціальна допомога — 21,5 %, роздрібна торгівля — 15,0 %.